# Joy (Illinois)
Joy – wieś w Stanach Zjednoczonych, w stanie Illinois, w hrabstwie Mercer.